# Gilbert Álvarez
Gilbert Álvarez Vargas (ur. 7 kwietnia 1992 w Santa Cruz) – boliwijski piłkarz grający na pozycji napastnika, zawodnik brazylijskiego Cruzeiro EC.

## Życie prywatne
Álvarez urodził się w największym mieście w Boliwii, Santa Cruz. Posiada dwanaścioro rodzeństwa, a jego marzeniem jest gra w Manchesterze United.

## Kariera klubowa

### Destroyers, Tahuichi i Callejas
Álvarez jest wychowankiem zespołu Destroyers z siedzibą w Santa Cruz, jednak jego talent objawił się w słynnej akademii Tahuchi. W latach 2009–2010 reprezentował barwy drugoligowego Club Callejas. W maju 2009 poważnie zainteresowane zatrudnieniem młodego Boliwijczyka było włoskie S.S. Lazio. 28 czerwca 2010 trener Owen Coyle zaprosił go na testy do angielskiego Boltonu, który odbywał obóz przygotowawczy w USA. Álvarez przyznał też, że otrzymał kilka ofert z Włoch i Argentyny.

### Cruzeiro
21 sierpnia 2010 Álvarez podpisał roczny kontrakt z jedną z czołowych drużyn brazylijskich, Cruzeiro EC z siedzibą w Belo Horizonte. Tym samym został trzecim Boliwijczykiem w historii klubu, zaraz po Mauricio Ramosie i Marcelo Moreno. Dostał czas na aklimatyzację w nowym środowisku i po dwóch miesiącach przeniesie się z rezerw Cruzeiro do pierwszego zespołu.

## Kariera reprezentacyjna

### Reprezentacje juniorskie
Gilbert Álvarez był członkiem reprezentacji Boliwii U–17. Z tą młodzieżówką brał udział w Mistrzostwach Ameryki Południowej 2009, gdzie popisał się trzema trafieniami, natomiast Boliwia zajęła piąte miejsce. Dzięki świetnym występom zaczął przyciągać zainteresowanie klubów europejskich.

### Dorosła reprezentacja
W 2009 roku do dorosłej kadry narodowej powołał go selekcjoner Sánchez. Álvarez ma za sobą występ w nieudanych eliminacjach do Mundialu 2010 — rozegrał 14 minut w meczu z Wenezuelą (0:1).

## Statystyki kariery

### Klubowe
| Klub        | Sezon    | Kraj     | Rozgrywki          | Liga  | Liga | Puchar kraju | Puchar kraju | Międzynarodowe | Międzynarodowe | Międzynarodowe | Razem | Razem |
| Klub        | Sezon    | Kraj     | Rozgrywki          | Mecze | Gole | Mecze        | Gole         | Rozgrywki      | Mecze          | Gole           | Mecze | Gole  |
| ----------- | -------- | -------- | ------------------ | ----- | ---- | ------------ | ------------ | -------------- | -------------- | -------------- | ----- | ----- |
| Callejas    | 2009     | Boliwia  | Copa Simón Bolívar |       |      | ——           | ——           | ——             | ——             | ——             |       |       |
| Callejas    | 2010     | Boliwia  | Copa Simón Bolívar |       |      | ——           | ——           | ——             | ——             | ——             |       |       |
| Cruzeiro EC | 2010     | Brazylia | Série A            | 0     | 0    | ——           | ——           | ——             | ——             | ——             | 0     | 0     |
| Łącznie     | Boliwia  | Boliwia  | Boliwia            |       |      | ——           | ——           | ——             | ——             | ——             |       |       |
| Łącznie     | Brazylia | Brazylia | Brazylia           | 0     | 0    | ——           | ——           | ——             | ——             | ——             | 0     | 0     |
| Ogółem      | Ogółem   | Ogółem   | Ogółem             | 0     | 0    | ——           | ——           | ——             | ——             | ——             | 0     | 0     |

### Reprezentacyjne
| Reprezentacja | Kraj    | Rok  | Mecze | Gole |
| ------------- | ------- | ---- | ----- | ---- |
| Boliwia       | Boliwia | 2009 | 1     | 0    |
| Boliwia       | Boliwia | 2010 | 1     | 0    |